# Anders Örne
Anders Emanuel Örne, född 1 oktober 1881 Främmestads församling, Skaraborgs län, död 1 november 1956 i Kungsholms församling, Stockholms stad, var en svensk kooperatör, journalist och politiker (socialdemokrat).

## Biografi
Örne var en av konsumentkooperationens pionjärer och ansedd som en av dess främsta ideologer. Örne blev riksdagsledamot 1919–1934, kommunikationsminister 1921–1923 samt generaldirektör i Generalpoststyrelsen 1926–1946. Under pseudonymen A von der Post översatte han Abderiternas Historia av Christoph Martin Wieland. Under samma pseudonym utgav han boken "Hell Salling" 1934 på Bonniers förlag. Han gav ut flera skrifter mot nazismen, t.ex. "Andlig Smitta" (1940) och var ordförande i Tisdagsklubben. >
Som en av de ledande ideologerna inom konsumentkooperationen kom Örne att tidigt förespråka en socialliberal inriktning av kooperationen i motsats till det privata kapitalet med sina vinstintressen och monopolistiska tendenser, men även socialdemokratins ivrande kring statsägda företagsformer. Inspirationen kom från Manchesterliberalism och de så kallade Rochdaleprinciperna som var baserade på grundteserna för Rochdale Society of Equitable Pioneers skapat 1844 i Rochdale (ett av tidigaste konsumentkooperativen i världen), samt den franska nationalekonomen och kooperatören Charles Gides tankar. Örne, inspirerad av sin uppväxt i Främmestad socken spårade dessa tankar kring en frihetlig, solidarisk och decentraliserad kooperativ samhällsstruktur till "det sunda bondförståndet", med andra ord så som Örne tänkte sig att ett välfungerat bondesamhälle alltid hade varit strukturerat.
Anders Örne var medlem i 1924 års bankkommitté. Han är begravd på Norra begravningsplatsen utanför Stockholm.